# Piotr Majdanik
Piotr Majdanik (* 1968) je polský filolog a autor vědeckých publikací, které se zaobírají rabínskou literaturou a židovskou filosofií. Od roku 2006 je členem společnosti Polskie Towarzystwo Studiów Żydowskich. V popředí jeho badatelského zájmu jsou především otázky týkající se vztahů mezi Židy a nežidy, a to zvláště z pohledu halachy. Spolupracuje též s vydavatelstvím Stowarzyszenie Pardes v oblasti překladu židovských náboženských textů do polštiny. Je autorem knihy Tora dla narodów świata. Prawa noachickie w ujęciu Majmonidesa, která se zaobírá problematikou tzv. noachidských přikázání.